# PGC 619
LEDA/PGC 619, auch UGC 69, ist eine Spiralgalaxie vom Hubble-Typ Sc im Sternbild Pegasus nördlich des Himmelsäquators. Sie ist rund 215 Millionen Lichtjahre von der Milchstraße entfernt und hat einen Durchmesser von etwa 65.000 Lichtjahren. Vom Sonnensystem aus entfernt sich das Objekt mit einer errechneten Radialgeschwindigkeit von näherungsweise 4.600 Kilometern pro Sekunde.
Sie ist Teil der sieben Mitglieder zählenden Lyons Groups of Galaxies LGG 2 um NGC 23. Im selben Himmelsareal befinden sich unter anderem die Galaxien NGC 1, NGC 16, PGC 1810208, PGC 1811459.